# カルボキシルエステラーゼ
酵素学において、カルボキシルエステラーゼ（carboxylesterase、EC 3.1.1.1）は、以下の化学反応を触媒する酵素である。
カルボン酸エステル + H2O {\displaystyle \rightleftharpoons } アルコール + カルボン酸
ゆえに、酵素の基質はカルボン酸エステルおよびH2Oである、生成物はアルコールおよびカルボン酸である。
この種のほとんどの酵素は、α/βタンパク質フォールド（いわゆるα/βヒドロラーゼフォールド）を有する加水分解酵素（特にカルボン酸エステル結合に作用するもの）のスーパーファミリーに属する。例外としてβ-ラクタマーゼ様構造を持つエステラーゼ (PDB: 1ci8) がある。進化的に関連したタンパク質（互いに明らかな配列相同性を持つもの）のカルボキシルエステラーゼファミリーには、アセチルコリンエステラーゼといった異なる基質特異性を有する多くのタンパク質がある。

## 命名
カルボキシルエステラーゼは様々なカルボン酸エステルを加水分解することができる酵素である。その代謝機能は明らかにされていないが、この酵素は自然界に幅広く分布しており、特にほ乳類の肝臓で一般的である。カルボキシルエステラーゼはキモトリプシンやアセチルコリンエステラーゼを含むセリンヒドロラーゼに属する。
この酵素の系統名はcarboxylic-ester hydrolaseである。カルボキシルエステラーゼの例には以下のものがある。
- ali-esterase,
- alpha-carboxylesterase,
- B-esterase,
- butyrate esterase,
- butyryl esterase,
- carboxyesterase,
- carboxyl ester hydrolase,
- carboxylate esterase,
- carboxylic acid esterase,
- carboxylic esterase,
- esterase A,
- esterase B,
- esterase D,
- methylbutyrase,
- methylbutyrase,
- methylbutyrate esterase,
- monobutyrase,
- nonspecific carboxylesterase,
- procaine esterase,
- propionyl esterase,
- serine esterase,
- triacetin esterase,
- vitamin A esterase, and
- cocaine esterase.

最後の酵素はアルカロイド生合成にも関与している。

## 遺伝子
カルボキシルエステラーゼ酵素をコードしているヒト遺伝子には以下のものがある。
- CES1
- CES2
- CES3
- CES4
- CES7
- CES8

## 構造研究
2007年末現在、この分類に属する38種の酵素の立体構造が解かれている。
1AUO, 1AUR, 1CI8, 1CI9, 1EVQ, 1JJI, 1K4Y, 1L7Q, 1L7R, 1MX1, 1MX5, 1MX9, 1QZ3, 1R1D, 1TQH, 1U4N, 1YA4, 1YA8, 1YAH, 1YAJ, 2C7B, 2DQY, 2DQZ, 2DR0, 2FJ0, 2H1I, 2H7C, 2HM7, 2HRQ, 2HRR, 2JEY, 2JEZ, 2JF0, 2O7R, 2O7V, 2OGS, 2OGT, 2R11.